# In the Power of the Hypnotist
In the Power of the Hypnotist er en amerikansk stumfilm fra 1913.

## Medvirkende
- Sidney Olcott som Gondorza
- Gene Gauntier
- Jack J. Clark